# Antocha (Antocha) pictipennis
Antocha (Antocha) pictipennis is een tweevleugelige uit de familie steltmuggen (Limoniidae). De soort komt voor in het Oriëntaals gebied.